# クリストファー・テレフセン
クリストファー・テレフセン（Christopher Tellefsen、1957年9月 - ）は、アメリカ合衆国の編集技師。アメリカ映画編集者協会（A.C.E.）会員。
アカデミー編集賞には『マネーボール』でノミネートされた。

## 主な編集作品
- メトロポリタン（英語版） Metropolitan (1990)
- ブロンクス/破滅の銃弾 Jumpin' at the Boneyard (1992)
- ダークライズ（英語版） Darkness in Tallinn (1993)
- バルセロナの恋人たち（英語版） Barcelona (1994)
- スモーク Smoke (1995)
- ブルー・イン・ザ・フェイス Blue in the Face (1995)
- KIDS/キッズ Kids (1995)
- アメリカの災難 Flirting with Disaster (1996)
- ラリー・フリント The People vs. Larry Flynt (1996)
- ガンモ Gummo (1997)
- チャイニーズ・ボックス Chinese Box (1997)
- レジョネア 戦場の狼たち Legionnaire (1998)
- アナライズ・ミー Analyze This (1999)
- マン・オン・ザ・ムーン Man on the Moon (1999)
- バースデイ・ガール Birthday Girl (2001)
- チェンジング・レーン Changing Lanes (2002)
- 白いカラス The Human Stain (2003)
- ヴィレッジ The Village (2004)
- カポーティ Capote (2005)
- シティ・オブ・ドッグス A Guide to Recognizing Your Saints (2006)
- パーフェクト・ストレンジャー Perfect Stranger (2007)
- イエロー・ハンカチーフ The Yellow Handkerchief (2008)
- 理想の彼氏 The Rebound (2009)
- フェア・ゲーム Fair Game (2010)
- マネーボール Moneyball (2011)
- トゥルー・ストーリー True Story (2015)
- ライト・オブ・マイ・ライフ Light of My Life (2019)
- ザ・キッチン The Kitchen (2019)
- ザ・メニュー The Menu (2022)

## 受賞歴
ノミネート
- 2012年 第84回アカデミー賞：編集賞『マネーボール』